# Tropicamid
Tropicamid ist ein synthetischer pupillenerweiternder Arzneistoff (Mydriatikum), der in der Form von Augentropfen zur Diagnostik in der Augenheilkunde eingesetzt wird.

## Wirkung
Tropicamid hemmt das parasympathische Nervensystem (Parasympatholytikum), indem es muskarinische Acetylcholinrezeptoren blockiert. Dadurch wird der pupillenverengende Musculus sphincter pupillae entspannt, es kommt zur Weitstellung der Pupille (Mydriasis).

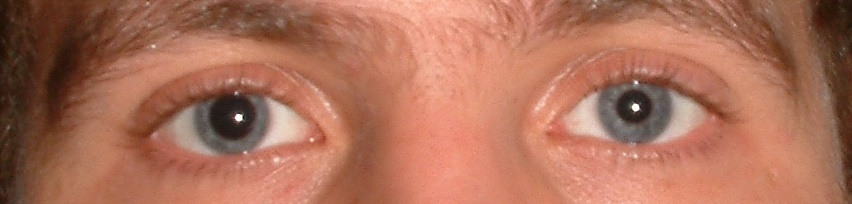
Mydriasis des rechten Auges durch Tropicamid

Die Erweiterung der Pupille tritt nach wenigen Minuten ein und hält ein bis zwei Stunden an. Eine Resorption in das Kreislaufsystem ist möglich.
Als Nebenwirkungen treten eine ausgeprägte Akkommodationslähmung, Augenbrennen, eine Steigerung des Augeninnendrucks mit einer möglichen Auslösung eines Glaukomanfalls sowie eine Kontaktdermatitis auf. Systemische Nebenwirkungen anticholinerger Art können auftreten (Mundtrockenheit, Rötung der Haut, erhöhte Temperatur, Harnverhalt und Tachykardie)
Als Gegenanzeigen werden entsprechend primäre Glaukomformen, insbesondere das Engwinkelglaukom, sowie weiterhin Schwangerschaft und Stillzeit angegeben. Vorsicht ist bei Tachykardie, Herzinsuffizienz, Harnabflussstörungen, Verengungen des Magen-Darm-Traktes, Schilddrüsenüberfunktion, Lungenödem sowie Myasthenia gravis geboten.

## Stereochemie
Tropicamid enthält ein Stereozentrum, ist also chiral. Es wird als 1:1-Gemisch (Racemat) aus (R)-N-Ethyl-3-hydroxy-2-phenyl-N-(4-pyridylmethyl)propanamid und (S)-N-Ethyl-3-hydroxy-2-phenyl-N-(4-pyridylmethyl)propanamid eingesetzt.
| Enantiomere von Tropicamid | Enantiomere von Tropicamid |
| -------------------------- | -------------------------- |
| CAS-Nummer: 92934-63-9     | CAS-Nummer: 92934-64-0     |

## Handelsnamen
Mydrum (D), Mydriaticum Stulln (D), Mydriacyl